# Princípio da imediação
O princípio da imediação está inserto no artigo 446, II do Código de Processo Civil Brasileiro, o juiz deve proceder direta e pessoalmente à colheita das provas na audiência, o que significa que ele deve ouvir as partes em interrogatórios ou depoimentos pessoais, inquirir as testemunhas através de indagações formuladas pelos procuradores das partes ou por ele mesmo, pedir esclarecimentos do perito sobre o laudo pericial e do assistente técnico sobre o parecer técnico.
Ao lado dessa atuação genérica incumbe ao juiz, em especial, dirigir os trabalhos fazendo uma triagem das perguntas que as partes dirigem aos peritos e às testemunhas, indeferindo as questões impertinentes ou já respondidas, inquirindo direta e pessoalmente os depoentes, e reproduzindo-lhes o depoimento, através de ditado, ao datilógrafo. Atualmente no judiciário do Rio Grande do Sul (Brasil) está havendo uma utilização mais direta do sistema de gravação nos depoimentos principalmente nas audiências penais.
Na direção dos trabalhos, sempre que necessário, o juiz advertirá os advogados e representantes do Ministério Público no sentido de que defendam seus pontos de vista com elevação e urbanidade, respeitando-se mutuamente e às demais pessoas presentes ao ato.
Os advogados não podem intervir, nem interromper, nem influir, nem muito menos apartear os que estão depondo, salvo com expresso consentimento do juiz. É que tal intervenção num aparte pode prejudicar o depoimento, comprometendo a segurança e a validade da prova, assim colhida e produzida.
Em suma, o princípio da imediação nada mais é do que permitir a produção de todas as provas de natureza oral perante o juiz que irá proferir a sentença, pondo-o em contato com as partes, testemunhas e peritos, também em atendimento ao princípio do livre convencimento fundamentado.
Mas, como em quase todos os regras, existem exceções a esta, também. Por exemplo, nas cartas rogatórias e cartas precatórias a oitiva das testemunhas e o depoimento pessoal das partes são realizadas por outro juiz que não o do processo, embora este possa remeter ao juiz deprecado (juiz que recebe a carta precatória) perguntas que considerar relevantes. Outro exemplo é o caso da necessidade de intérpretes para a oitiva de estrangeiros ou surdos-mudos.